# Rheumaliga Schweiz
Die Rheumaliga Schweiz ist ein gemeinnütziger Verein für Rheumabetroffene und bezeichnet sich selber als eine gemeinnützige Gesundheitsorganisation. Zum Sammelbegriff "Rheuma" zählt der Verein 200 verschiedene Erkrankungen des menschlichen Bewegungsapparates, vorrangig Arthrose (Gelenkabnützung), Arthritis (Gelenkentzündung), Rückenschmerzen, Weichteilrheuma und Osteoporose (Knochenbrüchigkeit).

## Organisation
Die Rheumaliga Schweiz im weiteren Sinne (Gesamtorganisation) umfasst alle siebzehn teils kantonalen, teils regionalen (zwei oder drei Kantone umfassenden) Rheumaligen der Schweiz sowie deren nationale Geschäftsstelle (Dachorganisation). Ebenfalls zur Gesamtorganisation zählen sechs nationale Patientenorganisationen, die sich mit weniger häufigen rheumatischen Erkrankungen befassen: die Schweizerische Fibromyalgie-Vereinigung, die Schweizerische Lupus Erythematodes Vereinigung (SLEV), die Schweizerische Vereinigung Morbus Bechterew, die Schweizerische Vereinigung Osteogenesis Imperfecta, die Schweizerische Vereinigung der Sklerodermie-Betroffenen sowie die Schweizerische Polyarthritiker-Vereinigung.
Im engeren Sinne versteht man unter der Rheumaliga Schweiz die nationale Geschäftsstelle mit Sitz in Zürich. Sie wurde 1958 gegründet und ist seit 1973 Mitglied der Europäischen Rheumaliga EULAR. Sie nimmt als Dachorganisation für die 26 Mitgliederorganisationen Führungs- und Koordinierungsaufgaben wahr und vertritt deren Anliegen in der schweizerischen Gesundheits-, Sozial- und Behindertenpolitik.

## Tätigkeiten
Die Rheumaliga Schweiz (Gesamtorganisation) erbringt eine breite Palette von Dienstleistungen.

### Beratung
Der Verein  versteht sich als Anlauf- und Beratungsstelle für Rheumabetroffene. Einzelne kantonale bzw. regionale Rheumaligen bieten spezialisierte Beratung wie Sozial- und Ergonomieberatung an, die Rheumaliga Zürich als einzige überdies ärztliche Sprechstunden.

### Information
Der Verein  erarbeitet und verbreitet Broschüren und Faltblätter zu verschiedenen Rheuma-Themen. Gegenwärtig sind 45 Titel erhältlich. Im Jahr 2010 wurden insgesamt rund 280 000 Publikationen abgegeben (vorwiegend gratis). Da die Rheumaliga Schweiz dreisprachig kommuniziert, liegen nahezu alle Publikationen in einer deutschen, einer französischen und einer italienischen Sprachversion vor. Das Rheumamagazin „forumR“ erscheint als dreisprachiges Heft (vierteljährlich, Auflage: 35 000 Exemplare).

### Alltagshilfen
Der Verein führt für Rheumabetroffene, die unter starken Schmerzen leiden, ein in dieser Form einzigartiges Sortiment von Alltagshilfen für die Körperpflege, die Küche, das Büro usw. Die Hilfsmittel ermöglichen und erleichtern alltägliche Verrichtungen und wahren die Selbständigkeit von Rheumabetroffenen, indem sie die Gelenke schonen, den Kraftaufwand reduzieren oder den Bewegungsradius erweitern. Gegenwärtig sind gegen 200 Artikel im Angebot. Der Postversand von Alltagshilfen ist nur in der Schweiz und im Fürstentum Liechtenstein möglich.

### Bewegungskurse
Der Verein hat vier auf Rheumabetroffene zugeschnittene Bewegungsprogramme konzipiert: Active Backademy (Rückentraining), Osteogym (Osteoporose-Gymnastik), Aquawell (Wassertraining) und Aquacura (therapeutische Wassergymnastik). Organisiert und angeboten werden die Bewegungskurse von den kantonalen bzw. regionalen Rheumaligen. Über 38 300 Personen haben im Jahr 2013 an insgesamt 3726 Kursen der Rheumaliga Schweiz teilgenommen. Die Kurse werden von diplomierten Physiotherapeutinnen und Physiotherapeuten geleitet, die regelmässig weitergebildet werden.

### Ärztefortbildung
Zur Fortbildung der Hausärzte führt der Verein in Zusammenarbeit mit der Schweizerischen Gesellschaft für Rheumatologie (SGR) seit 1993 die Workshop-Reihe „Update Rheumatologie für Grundversorger“ durch.

## Finanzierung
Der Verein  finanziert sich zu ungefähr 80 % durch Spenden, Legate, Gönnerbeiträge, Sponsorings und Erträge aus Dienstleistungen. Hinzu kommen Gelder der öffentlichen Hand, und zwar des Bundesamtes für Gesundheit (BAG) gemäss dem eidgenössischen Rheumagesetz von 1964 (das erste seiner Art in Europa) sowie des Bundesamtes für Sozialversicherungen (BSV) in Erfüllung von Leistungsverträgen Art. 74 IVG (Bundesgesetz über die Invalidenversicherung). Als anerkannte Non-Profit-Organisation trägt die Rheumaliga Schweiz das Gütesiegel der schweizerischen Zertifizierungsstelle für gemeinnützige, Spenden sammelnde Organisationen ZEWO.

## Geschichte
Die kantonalen Rheumaligen Basel, Bern, Genf, Waadt und Zürich bildeten 1955 eine Arbeitsgruppe mit dem Ziel, eine Dachorganisation zu gründen. Die Gründung der Schweizerischen Rheumaliga (alter Name) erfolgte 1958 in Bad Schinznach. Sie begann im Jahr 1959, Publikationen herauszugeben und rheumatologische Fortbildungskurse für Hausärzte zu organisieren.
In die lange Ära von Gisela Dalvit (Geschäftsführerin von 1967 bis 2004) fallen u. a. die Lancierung des Rheumamagazins „forumR“ (1984) und die Schaffung der vier nationalen Bewegungskursprogramme. Besondere Erwähnung verdient Dalvits ausdauerndes Engagement für die Förderung der Kinder-Rheumatologie in der Schweiz.
2003 nahm die Schweizerische Rheumaliga den heutigen Namen an. Unter der Geschäftsführung von Valérie Krafft (seit 2005) erfolgte der Start des Strategieprozesses mit dem hauptsächlichen Ziel, ein gesamtschweizerisches Grundangebot an Dienstleistungen (Kursen, Beratung, Information) mit eindeutigen Qualitätsstandards zu etablieren. Seit 2008 engagiert sich die Rheumaliga Schweiz in der Schweizerischen Gesundheitsligen-Konferenz Geliko.

## Medizinische Orientierung
Grundsätzlich orientiert sich die Rheumaliga Schweiz an der klassischen Rheumatologie. Sie greift sowohl für Vorträge an Publikums- und Weiterbildungsveranstaltungen wie auch für ihre Publikationen auf einen Pool von Fachreferenten und Verfassern zurück, die sich auf dem Boden der Schulmedizin bewegen. Die Rheumaliga Schweiz befürwortet die Anwendung von Rheumamedikamenten und erläutert dem Laienpublikum in einer regelmässig aktualisierten Broschüre das Angebot an Analgetika, Nichtsteroidalen Antirheumatika, Steroidalen Antirheumatika (Cortisonmedikamenten), Basismedikamenten, Arthrosemedikamente (Chondroprotektiva) und Osteoporosemedikamenten. Diese Publikation („Medikamentenbroschüre“) enthält ein Verzeichnis aller in der Schweiz zugelassenen Rheumamedikamente.
Gleichzeitig ist der Verein offen für die Sichtweise der Komplementärmedizin und empfiehlt nicht-schulmedizinische Methoden, die sich bei Rheuma bewähren. Der Bogen spannt sich von Einzeltherapien wie Schröpfen, Osteopathie, Ozontherapie usw. bis zu komplexen komplementärmedizinischen Lehrgebäuden, wie sie die Anthroposophische Medizin und die Traditionelle chinesische Medizin (TCM) darstellen. Gegen die Alternativmedizin (die die Schulmedizin ersetzen will) plädiert die Rheumaliga Schweiz für ein ergänzendes Zusammenspiel von schulmedizinischen und komplementärmedizinischen Handlungsansätzen. Auf die Kritik an der geringen Zahl wissenschaftlicher Studien zum Wirkungsnachweis komplementärmedizinischer Therapien reagiert die Rheumaliga Schweiz mit dem Hinweis auf das übergreifende Konzept der Evidenzbasierten Medizin (EbM).